# پر پرواز (آلبوم)
پر پرواز آلبومی با آهنگسازی شادمهر عقیلی و محمدرضا چراغعلی است که در اصل برای موسیقی متن فیلم سینمایی پر پرواز ساخته شده‌است.
موسیقی متن این فیلم به همراه دو قطعه از سه قطعهٔ با کلام آن را محمدرضا چراغعلی ساخت. اما معروف‌ترین آهنگ این فیلم یعنی قطعه «علامت سؤال (یه پنجره با یه قفس…)» که خیلی‌ها به اشتباه فکر می‌کنند همان تراک «پر پرواز» است را خودِ عقیلی ساخته و تنظیم کرده‌است.
پشت جلد این آلبوم به دلیل اشتباه چاپی آهنگساز و تنظیم کنندهٔ تمام قطعات محمدرضا چراغعلی معرفی شده در صورتی که ترانه‌سرای این آلبوم نیلوفر لاری‌پور و هم‌چنین صفحهٔ رسمی عقیلی در فیسبوک بارها اعلام کرده که آهنگساز و تنظیم کنندهٔ ترک علامت سؤال شادمهر عقیلی است.

## تیم تولید آلبوم
- آهنگسازان: شادمهر عقیلی / محمدرضا چراغعلی
- تنظیم کنندگان: شادمهر عقیلی / محمدرضا چراغعلی
- ترانه‌سرا: نیلوفر لاری‌پور
- نوازندگان:

ویلن/گیتار: شادمهر عقیلی
کیبورد: محمدرضا چراغعلی
ویلن: مازیار ظهیر الدینی / بردیا کیارس / عماد رضا نکویی
ویلن آلتو: عماد رضا نکویی
ویلونسل: کریم قربانی
فلوت: ناصر رحیمی
درام: نیما نواپور
- هم خوان: شیما حکیمی کاشانی / فریبا اسدی

متن ترانه پر پرواز :

تو حضور مبهم پنجره ها

روبروم دیوارهای آجریه

خورشید روشن فردا مال تو

سهم من شبای خاکستریه

توی این دلواپسی های مدام

جز ترانه های وحشی چی دارم

وقتی حتی تو برام غریبه ای

سر رو شونه های بارون میزارم ....

## فهرست آهنگ‌ها
| ردیف | نام ترانه            | ترانه‌سرا       | آهنگساز        | تنظیم کننده    |
| ---- | -------------------- | -------------- | -------------- | -------------- |
| ۱    | آتش بازی             | نیلوفر لاری‌پور | محمدرضاچراغعلی | محمدرضاچراغعلی |
| ۲    | بی کلام              | -              | محمدرضاچراغعلی | محمدرضاچراغعلی |
| ۳    | علامت سؤال           | نیلوفر لاری‌پور | شادمهر عقیلی   | شادمهر عقیلی   |
| ۴    | پر پرواز             | نیلوفر لاری‌پور | محمدرضاچراغعلی | محمدرضاچراغعلی |
| ۵    | بی کلام              | -              | محمدرضاچراغعلی | محمدرضاچراغعلی |
| ۶    | بی کلام              | -              | محمدرضاچراغعلی | محمدرضاچراغعلی |
| ۷    | بی کلام              | -              | محمدرضاچراغعلی | محمدرضاچراغعلی |
| ۸    | بی کلام              | -              | محمدرضاچراغعلی | محمدرضاچراغعلی |
| ۹    | بی کلام              | -              | محمدرضاچراغعلی | محمدرضاچراغعلی |
| ۱۰   | آتیش بازی (بی کلام)  | -              | محمدرضاچراغعلی | محمدرضاچراغعلی |
| ۱۱   | علامت سؤال (بی کلام) | -              | شادمهر عقیلی   | شادمهر عقیلی   |
| ۱۲   | پر پرواز (بی کلام)   | -              | محمدرضاچراغعلی | محمدرضاچراغعلی |
| ۱۳   | بی کلام              | -              | محمدرضاچراغعلی | محمدرضاچراغعلی |